# Biton fuscus
Espèce
Synonymes
- Daesia fusca Kraepelin, 1899

Biton fuscus est une espèce de solifuges de la famille des Daesiidae.

## Distribution
Cette espèce est endémique d'Algérie.

## Description
La femelle décrite par Roewer en 1933 mesure 10 mm.

## Publication originale
- Kraepelin, 1899 : Zur Systematik der Solifugen. Mitteilungen aus dem Naturhistorischen Museum in Hamburg, vol. 16, p. 195–259 (texte intégral).